# غفوة العقل (رواية)
غفوة العقل (بالإنجليزية: The Sleep of Reason)‏ هي رواية من سلسلة روايات «غرباء وأخوة» للكاتب الإنجليزي سي بي سنو، نشرت عام 1968، عن دار نشر في المملكة المتحدة.